# Tejano
Tejano (Aussprache [teˈxano], spanisch texanisch, Texaner) bezeichnet im heutigen Sprachgebrauch zumeist einen Einwohner des US-Bundesstaates Texas mexikanischer Abstammung.
Im Gegensatz dazu steht im Deutschen die Bezeichnung Texaner historisch für US-amerikanische Einwanderer nach Texas in der Zeit vor und während des texanischen Unabhängigkeitskrieges (englisch Texian). Sie umfasst heute – unabhängig von der Abstammung – alle Einwohner von Texas (englisch Texan).

## Geschichte
19. Jahrhundert

Lage von Coahuila y Tejas in Mexiko, 1824

Schon unter mexikanischer Herrschaft waren die Einwohner des Teilstaats Tejas durch die Verfassung Mexikos von 1824 konstitutionell als Teil des Doppel-Bundesstaates Coahuila y Tejas politisch schwächer repräsentiert als die Bürger anderer Bundesstaaten. Das führte unter anderem zu Forderungen nach mehr Autonomie gegenüber Coahuila innerhalb der Mexikanischen Föderation.

Republik Texas (gelb), heutige US-Grenzen (weiß)

Nach der gewaltsamen Loslösung von Mexiko im Texanischen Unabhängigkeitskrieg 1835, der Gründung der Republik Texas 1836 und deren Annexion durch die USA 1845 war die Geschichte der Tejanos mehr denn je geprägt von Kämpfen um Gleichberechtigung und politische Teilhabe: Ihnen gegenüber waren schon bald die neu angekommenen US-Siedler deutlich in der Überzahl. Von den 56 Unterzeichnern der Texanischen Unabhängigkeitserklärung waren lediglich drei mexikanischstämmig, in der Republik Texas errangen nur vier Tejanos einen Sitz im Texanischen Kongress. Gesetze wurden hauptsächlich auf Englisch verfasst und bekannt gegeben, sodass der spanischsprachige Bevölkerungsteil von der politischen Willensbildung de facto ausgeschlossen blieb.
Es kam zu massenhaften Enteignungen alteingesessener Bewohner und der „Unterjochung“ ganzer Siedlungen wie beispielsweise Refugio und Goliad unter anglo-amerikanische Dominanz. Im San-Elizario-Salzkrieg von 1866 kämpften Tejanos von beiderseits des Rio Grande gegen Anglo-Texaner um die Nutzungsrechte an den Salzseen bei San Elizario und unterlagen. Die bisherige Allmende wurde unter den Anglo-Texanern als Privatbesitz aufgeteilt.
In der zweiten Hälfte des 19. Jahrhunderts schwand der gesellschaftliche Einfluss der Tejanos im eigenen Land massiv, da viele von ihnen keine US-Staatsbürgerschaft besaßen oder durch Wahlrechtsbeschränkungen wie die Manipulation der Wahlbezirke durch Wahlkreisschiebung, Einschreibgebühren bei Wahlen sowie durch fehlende Bildungschancen und zunehmende Armut in der politischen und gesellschaftlichen Teilhabe stark behindert wurden.
20. Jahrhundert
Zu Beginn des 20. Jahrhunderts bildeten sich im Zuge der Bürgerrechtsbewegung überall in Texas Sociedades mutualistas („Nachbarschafts- und Hilfsvereine“). Viele von ihnen schlossen sich 1929 zur League of United Latin American Citizens LULAC (Liga der Vereinten Lateinamerikanischen Bürger) zusammen. Zudem entstanden eine Vielzahl politischer und wirtschaftlicher Zusammenschlüsse wie Bildungsvereine, Veteranenvereine, Handelskammern etc. Sie agierten zunächst lokal und vertraten dort die Interessen ihrer Mitglieder. Später veranstalteten sie gemeinsam mit anderen mexikanischen Amerikanern aus anderen Teilen der USA Konferenzen, um sich bundesweit zu organisieren. So entstanden Wahlvereine, die zum Beispiel 1960 in Texas maßgeblich an der Mehrheitsbeschaffung für John F. Kennedy beteiligt waren. Die Political Association of Spanish-speaking Organizations PASSO („Politische Gesellschaft Spanisch sprechender Organisationen“) errang 1963 alle fünf Sitze im Stadtrat von Crystal City.
Der Landarbeiterstreik 1966 war die Initialzündung für die Chicano-Bewegung von Tejano-Studenten, die sich bis Mitte der 1970er Jahre aktiv an der sozialen Bewegung beteiligte.
Das Gesetz zur Wiedereingliederung von Veteranen von 1944 ermöglichte vielen Tejano-Kriegsveteranen höhere Bildung, eine wesentliche Voraussetzung dafür, sich wirkungsvoll politisch einzubringen. Es folgte die Gründung lokaler, regionaler und schließlich texasweit agierender Parteien.

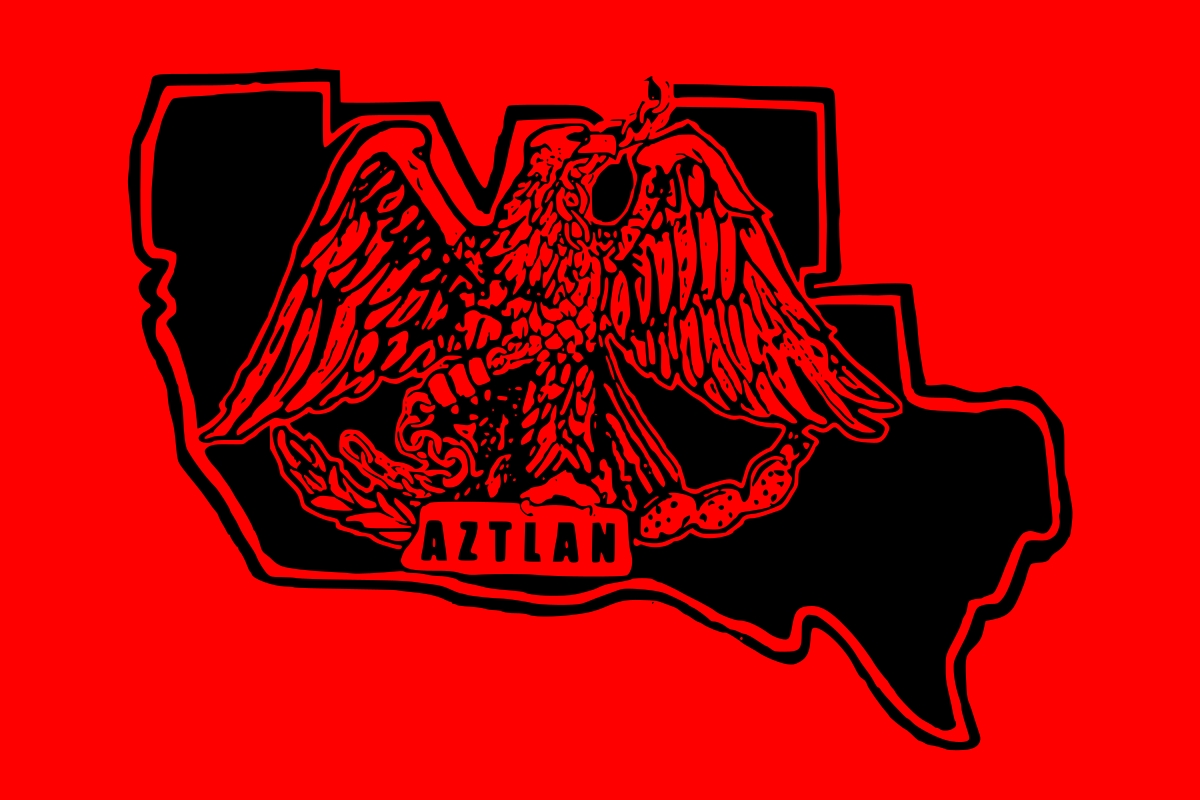
Flagge von Aztlán, verwendet u. a. von der Raza Unida Party

Eine von ihnen, die Raza Unida Party („Partei der Vereinten Ethnien“), wurde 1970 in Crystal City gegründet. Bei den Gouverneurswahlen von 1978 errang sie zwar nur ein Prozent der Stimmen, steuerte diese aber zur Wahl des republikanischen Kandidaten bei und verhinderte so den Sieg der Demokraten.
Die gerichtlich erzwungene Aufhebung der Wahlhindernisse und die Ausweitung des Wahlrechtsgesetzes von 1965 auf den Südwesten der USA brachte in den 1970er Jahren schlagartig eine enorme Verbesserung für Tejanos und andere Minderheiten in Texas; zwischen 1978 und 1982 stieg so die Zahl der Wahlberechtigten Tejanos plötzlich von 591.950 auf 832.398. Das entspricht einer Steigerung von 41 Prozent.
21. Jahrhundert
Viele Tejanos pflegen und entwickeln die mexikanisch-tejanische Tradition sowohl in der alltäglichen Tejano-Esskultur als auch in Kunst, Chicano-Literatur und Musik. In Texas blüht heute eine lebendige junge Tejano-Musikkultur.

## Bedeutende Tejanos

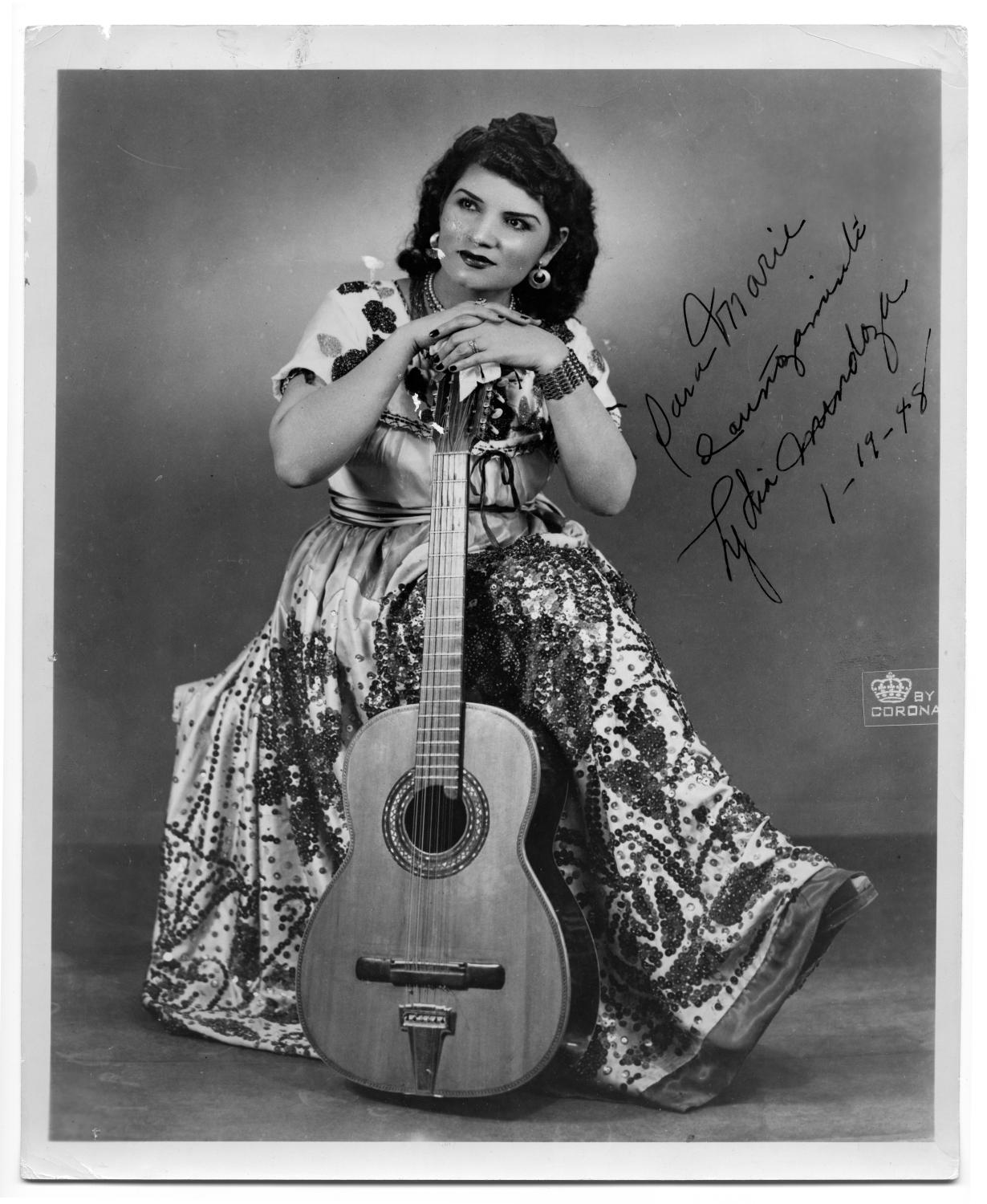
Lydia Mendoza in den 1930ern

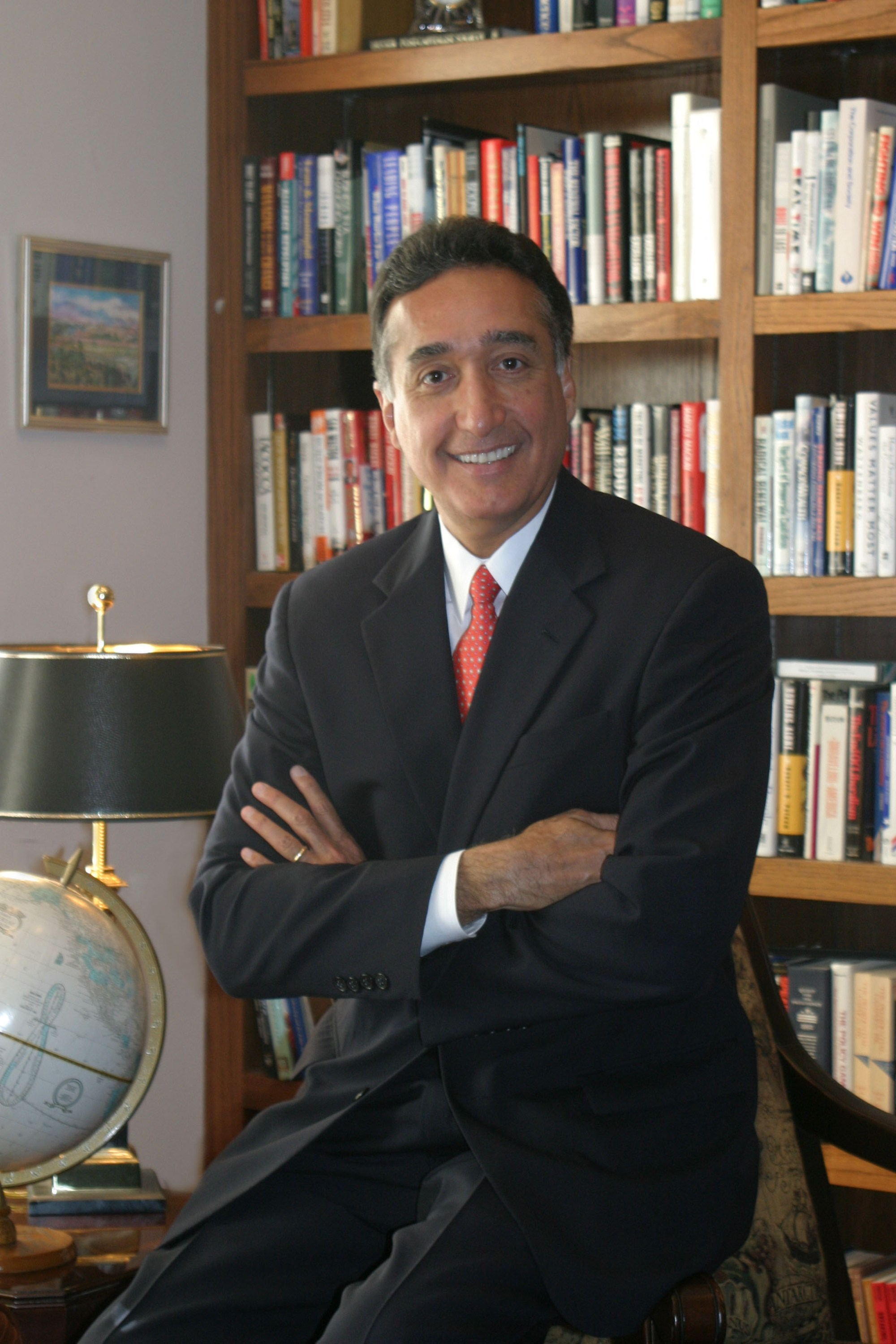
Henry Cisneros (2009)

- Lorenzo de Zavala y Sáenz, erster Vizepräsident der Republik Texas
- Francisco Antonio Ruiz, Unterzeichner der Texanischen Unabhängigkeitserklärung
- José Ángel Gutiérrez, Gründer der Partido de la Raza Unida
- Juan Seguín, Bürgermeister von San Antonio, 1840–43
- Lydia Mendoza, Tejano-Musikerin, 1919–2007
- Henry Cisneros, Bürgermeister von San Antonio, US-Minister für Wohnungsbau und Stadtentwicklung

## Verweise
- Don't Mess with Tejanos. der Historiker Andrés Tijerina spricht bei Latino USA über Tejanische Kultur (Audio, englisch)